# Aurora Miranda
Aurora Miranda da Cunha Richaid  (Rio de Janeiro, 20 de abril de 1915 — Rio de Janeiro, 22 de dezembro de 2005) foi uma atriz e cantora brasileira.
Estreou na Rádio Mayrink Veiga em 1932, transferindo-se logo para a Philips. Em 1933, gravou seu primeiro disco, "Cai, Cai, Balão", cantada em dupla com Francisco Alves. Além de fazer dupla com a irmã mais famosa, Carmen Miranda, Aurora também teve sucesso como cantora na década de 1930. As duas irmãs imortalizaram a canção "Cantores de Rádio" (composição de João de Barro, Lamartine Babo e Alberto Ribeiro) no filme Alô, Alô Carnaval. Aurora e Carmen trabalharam no Cassino da Urca e moraram juntas nos Estados Unidos durante 12 anos.
Em 1934, gravou "Cidade Maravilhosa", hino oficial da extinta Guanabara, em parceria com o compositor André Filho. Aurora também atuou nos filmes Estudantes (1935), Alô, Alô, Brasil (1935) e Alô, Alô, Carnaval (1936). No desenho animado The Three Caballeros, de 1944, Aurora "atuou" ao lado dos personagens Pato Donald e Zé Carioca, em uma montagem que combinou filme e desenho animado.
Após retornar ao Brasil em 1952, regravou um LP em 1956 com oito de seus antigos sucessos, encerrando uma carreira que contou com mais de 80 discos. Ela também voltou ao cinema em 1989, no filme Dias Melhores Virão, a convite da atriz Marília Pera.

## Biografia

### Início da carreira

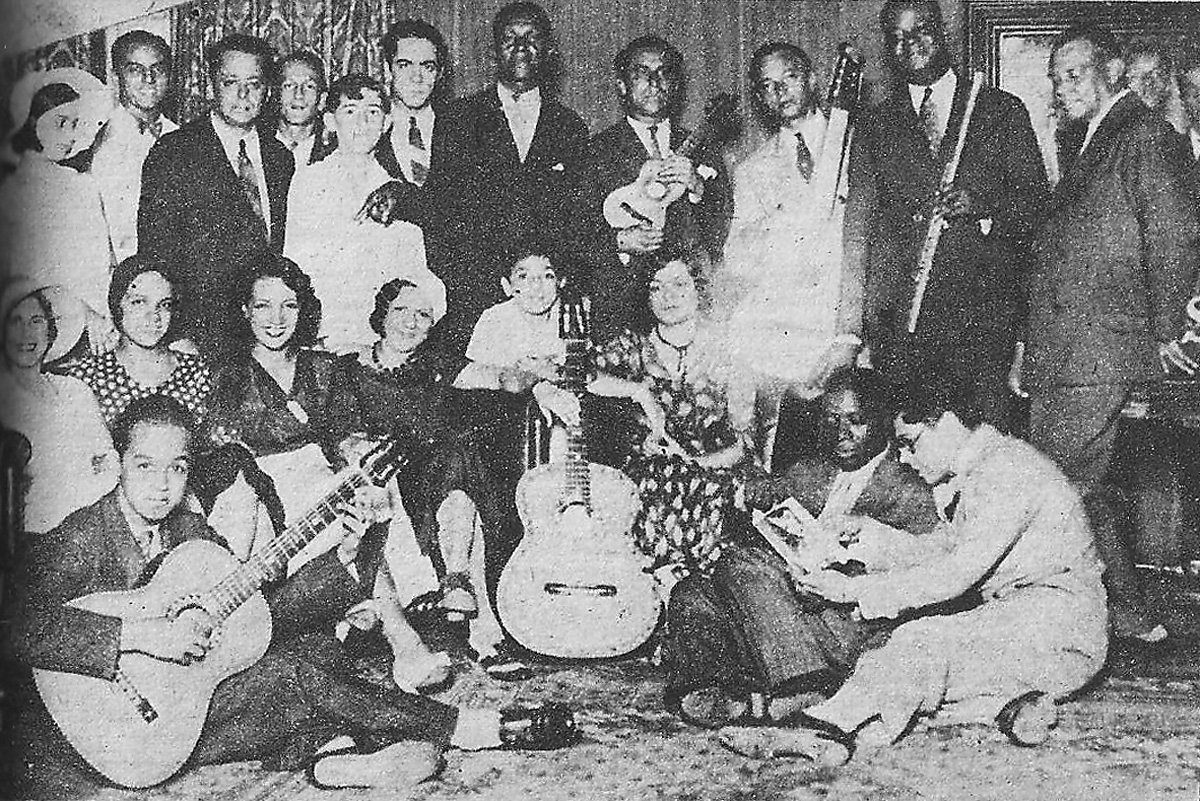
No estúdio da Rádio Mayrink Veiga, 1932, o jovem Manuel de Nóbrega, aos 19 anos (2º em pé da esquerda para direita) Carmen Miranda e Aurora (sentadas) segurando a flauta Pixinguinha.

Nascida no Rio de Janeiro, Aurora Miranda era a irmã mais famosa de Carmen Miranda.  Assim como suas irmãs — além de Carmen, havia também Cecilia, que não seguiu carreira como cantora — ela gostava, desde pequena, de cantar em casa, alegrando os frequentadores da pensão que sua mãe, a imigrante portuguesa Maria Emília, dirigia.
A pedido do compositor e violonista Josué de Barros, que lançou Carmen Miranda, Aurora cantou, antes de completar 18 anos, em uma apresentação na Rádio Mayrink Veiga. O sucesso a levou a se apresentar no Programa Casé, na Rádio Philips. Em 1933, gravou seu primeiro disco pela Odeon, em dupla com Francisco Alves, cantando a marcha "Cai, cai, balão" (de Assis Valente) e o samba "Toque de amor" (de Floriano Ribeiro de Pinho). O disco fez muito sucesso; assim, no mês seguinte, novamente com Francisco Alves, lançou pela mesma gravadora o fox-trot "Você só... mente" (de Noel Rosa e Hélio Rosa), que se transformou também em grande êxito.
Sempre pela Odeon, gravou os sambas "Fala R.S.C." (de José Evangelista) e "Alguém me ama" (de Benedito Lacerda), além da marcha "Se a lua contasse" (de Custódio Mesquita). Em 1934, começou a cantar em dupla com Carmen Miranda, apresentando-se ao lado de João Petra de Barros, Jorge Murad e Custódio Mesquita na Rádio Record e no Teatro Santana, em São Paulo. Nesse mesmo ano, fez sucesso com o samba "Sem você" (de Sílvio Caldas e Orestes Barbosa) e o samba-canção "Moreno cor de bronze" (de Custódio Mesquita). Seu maior êxito, no entanto, foi a marcha "Cidade Maravilhosa", em dueto com o autor André Filho. A canção obteve o segundo lugar no concurso oficial de Carnaval de 1935 e, em 1960, se tornou o hino oficial do antigo Estado da Guanabara.

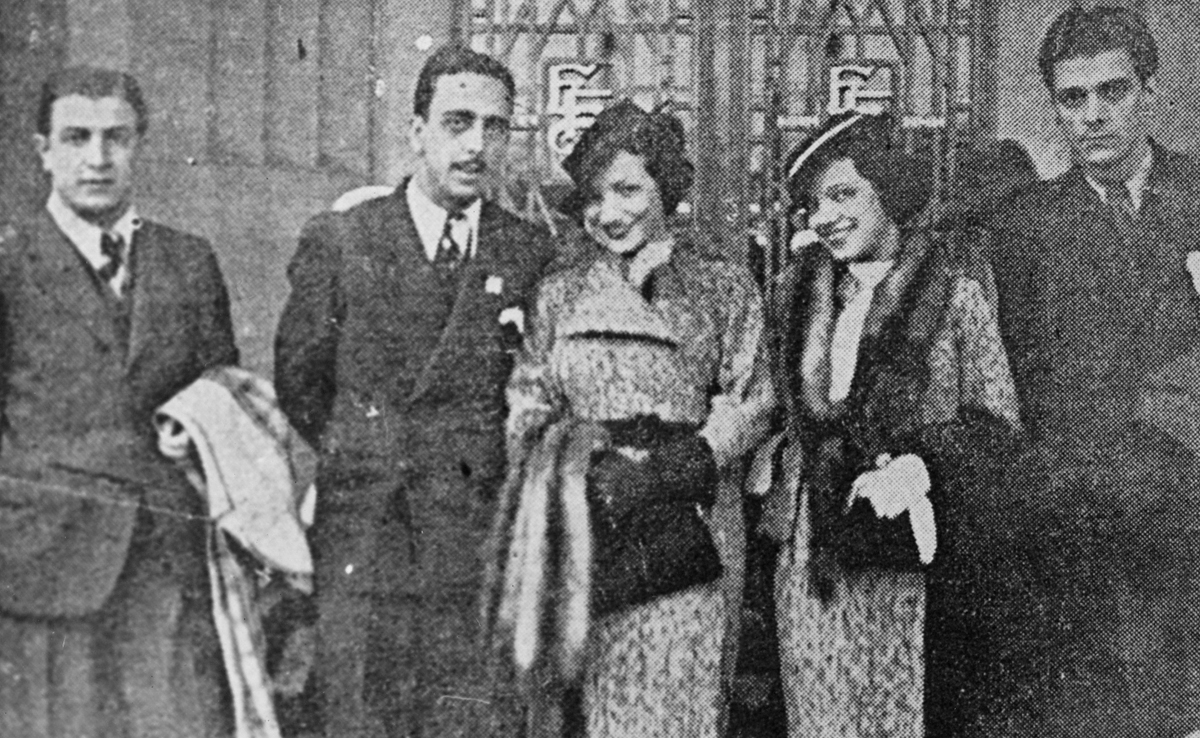
Carmen Miranda (ao centro) com sua irmã Aurora, em São Paulo em 1934.

Em 1937, Aurora excursionou com Carmen para a Argentina e o Uruguai, apresentando-se com o Bando da Lua. Em 1940, em seu último disco pela Victor, lançou o samba "Paulo, Paulo" (Gadé), em dupla com Grande Otelo (cujo nome não figura na etiqueta), além do maxixe "Petisco do baile" (de Ciro de Sousa e Garcez).
Em 1956, participou do show "Mr. Samba", de Carlos Machado, em homenagem a Ary Barroso. No mesmo ano, regravou em LP pela Sinter oito antigos sucessos seus e lançou dois discos pela Odeon, encerrando sua marcante carreira, na qual deixou gravados 81 discos e 161 músicas.
Em 1994, regravou com Sílvio Caldas o samba "Quando eu penso na Bahia" (de Ary Barroso e Luís Peixoto), um dueto lançado no CD "Songbook Ary Barroso" lançado pela Lumiar. Em 1995, apresentou-se em um espetáculo em homenagem a Carmen, promovido pelo Lincoln Center, em Nova Iorque. Na opinião de muitos, Aurora teve a melhor voz entre as irmãs Miranda. Contudo, o destino a fez iniciar no rádio à sombra do sucesso da irmã mais velha, o que acabou se tornando um entrave para sua carreira, já que a jovem cantora frequentemente se viu alvo de inevitáveis comparações. Foi uma das cantoras que mais discos gravou na década de 1930, apenas atrás de sua irmã Carmen Miranda.

### Carreira no cinema

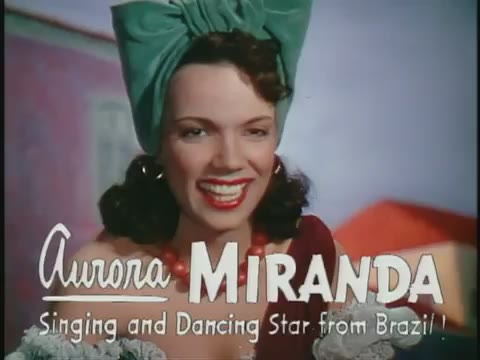
Aurora Miranda em Você já foi à Bahia? (1944).

Estreou no cinema em 1935, trabalhando no filme Alô, Alô, Brasil, dirigido por Wallace Downey, João de Barro e Alberto Ribeiro, no qual cantou "Cidade maravilhosa" e "Ladrãozinho". No filme Alô, Alô, Carnaval, de 1936, dirigido por Ademar Gonzaga, cantou em dupla com Carmen Miranda, acompanhada pela Orquestra de Simon Bountman, a marcha "Cantores de rádio" (de João de Barro, Lamartine Babo e Alberto Ribeiro) e, sozinha, com acompanhamento do regional de Benedito Lacerda, o samba "Molha o pano" (Getúlio Marinho e A. Vasconcelos).
Mudou-se para os Estados Unidos na década de 1940. O seu primeiro papel no cinema americano foi como Estela Monteiro em A Dama Fantasma, um filme noir dirigido por Robert Siodmak e estrelado por Franchot Tone, Ella Raines e Alan Curtis, lançado pela Universal Pictures em 1944. No mesmo ano, fez uma participação especial não creditada como cantora de fado no filme The Conspirators, um drama de espionagem e suspense dirigido por Jean Negulesco e lançado pela Warner Bros. Pictures. Ela também fez uma participação especial no filme Brazil, dirigido por Joseph Santley e estrelado por Tito Guízar e Virginia Bruce, lançado pelo estúdio Republic Pictures. O filme fez de Ary Barroso o primeiro brasileiro indicado ao Oscar, pela canção "Rio de Janeiro".
Aurora foi convidada para o desenho animado The Three Caballeros, de 1944, onde interpretou a folclórica baiana "Iaiá", atuando ao lado do Pato Donald e seus amigos, Zé Carioca e Panchito. Juntos, eles conhecem a América em um tapete voador. O desenho é considerado um dos ícones da evolução dos efeitos especiais no cinema. Essa produção marca a primeira aparição do personagem Zé Carioca e traz Aurora cantando "Os Quindins de Iaiá", de Ary Barroso. Para alguns estudiosos, havia, na época, um pacto entre o governo americano e Hollywood para a produção de filmes da Política da Boa Vizinhança, uma estratégia visando o avanço da influência dos EUA na América Latina durante a presidência de Franklin Roosevelt (1933-1945).
Sua última aparição em um filme americano foi em Tell It to a Star, de 1945, dirigido por Frank McDonald. Décadas depois, fez uma participação especial no filme Dias Melhores Virão, de Cacá Diegues, onde cantou "Você só... mente".

## Vida pessoal
Em 1940, aos 25 anos, Aurora Miranda casou-se com seu noivo, o comerciante Gabriel Richaid, passando a assinar Aurora Miranda da Cunha Richaid. Como presente de casamento, sua irmã Carmen lhe deu um vestido de noiva bordado a ouro, feito nos EUA, um gesto que Aurora guardaria na memória por toda a vida. O casal teve dois filhos: Maria Paula Miranda da Cunha Richaid e Gabriel Alexandre Richaid Júnior. Na década de 1940, o casal decidiu morar nos Estados Unidos, perto da residência de Carmen Miranda. Aurora e Gabriel voltaram a viver no Brasil em 1952. Em 1990, Aurora ficou viúva e optou por não se casar novamente.

## Morte
Aurora Miranda faleceu às 15 horas do dia 22 de dezembro de 2005, no bairro carioca do Leblon. Sua filha, Maria Paula Richaid, informou que a morte foi tranquila, decorrente dos problemas de saúde naturais da idade, aos 90 anos. Segundo Maria Paula, nos últimos três anos, Aurora foi perdendo progressivamente a vitalidade e a memória, e, após contrair pneumonia há um ano e meio, "foi se apagando".
Aurora foi sepultada no Cemitério São João Batista, próximo ao túmulo de sua irmã, Carmen Miranda.

## Legado
"Aurora Miranda criou seu próprio nicho", escreveu o The Guardian, primeiro como uma cantora pioneira e, mais tarde, como a primeira artista a interagir com desenhos animados em uma produção da Walt Disney. Ela apareceu no filme The Three Caballeros, uma mistura de cinema e animação, onde estrelou ao lado do Pato Donald. No entanto, talvez seu maior legado tenha sido a primeira gravação do hino não oficial do Rio de Janeiro, "Cidade Maravilhosa", em 1934. Tom Philips, em seu obituário para o jornal inglês, afirmou que Aurora Miranda "personificou o espírito do Rio".

## Trabalhos

### Filmografia
| Ano  | Filme                                  | Personagem      | Notas                                                   |
| ---- | -------------------------------------- | --------------- | ------------------------------------------------------- |
| 1935 | Alô, Alô, Brasil                       | Ela mesma       | Performance: Cidade Maravilhosa e Ladrãozinho           |
| 1935 | Estudantes                             | Ela mesma       | Performance: Onde Está o Seu Carneirinho? e Linda Ninon |
| 1936 | Alô Alô Carnaval                       | Ela mesma       | Performance: Cantores de Rádio e Molha o Pano           |
| 1939 | Banana da Terra                        | Ela mesma       | Performance: Menina do Regimento                        |
| 1944 | Phantom Lady                           | Estela Monteiro |                                                         |
| 1944 | The Conspirators                       | Ela mesma       | Participação especial (como cantora de fado)            |
| 1944 | The Three Caballeros                   | Iaiá            |                                                         |
| 1945 | Brazil                                 | Ela mesma       | Participação especial (como bailarina)                  |
| 1945 | Tell It to a Star                      | Ela mesma       | Participação especial                                   |
| 1954 | Disneyland                             | Ela mesma       | Episódio: A Present for Donald (arquivo de filme e voz) |
| 1978 | Mulheres de Cinema                     | Ela mesma       | (arquivo de filme)                                      |
| 1981 | Once Upon a Mouse                      | Ela mesma       |                                                         |
| 1990 | Dias Melhores Virão                    | Aurora          |                                                         |
| 1995 | Carmen Miranda: Bananas is my Business | Ela mesma       | (Documentário)                                          |
| 2009 | Cantoras do Rádio - O Filme            | Ela mesma       | (arquivo de filme)                                      |

### Canções mais famosas
- Acarajé... Ô, Ademar Santana e Leo Cardoso (com Carlos Galhardo) (1939)
- Batatas Fritas, Augusto Garcez e Ciro de Sousa (1940)
- Bibelô, André Filho (1934)
- Cai, Cai, Balão, Assis Valente (com Francisco Alves) (1933)
- Cantores do Rádio, Alberto Ribeiro, João de Barro e Lamartine Babo (c/Carmen Miranda) (1936)
- Cidade Maravilhosa, André Filho (1934)
- Deixa a Baiana Sambar, Portelo Juno e Valdemar Pujol (1937)
- Dia Sim, Dia Não, Alberto Ribeiro (1938)
- Fiz Castelos de Amores, Gadé e Valfrido Silva (1935)
- Moreno Cor de Bronze, Claudionor Cruz (1934)
- Onde Está o Dinheiro?, Francisco Mattoso, José Maria de Abreu e Paulo Barbosa (1937)
- Risque, Ary Barroso (1952)
- Roubaram Meu Mulato, Claudionor Cruz (1939)
- Se a Lua Contasse, Custódio Mesquita (1933)
- Sem Você, Sílvio Caldas e Orestes Barbosa (1934)
- Teus Olhos, Ataulfo Alves e Roberto Martins (1939)
- Trenzinho do Amor, Alberto Ribeiro e João de Barro (1937)
- Vai Acabar, Nelson Petersen (1938)
- Vem pro Barracão, Nelson Petersen e Oliveira Freitas (1938)
- Você Só Mente, Hélio e Noel Rosa (com Francisco Alves) (1933)